# Wang Thong (huyện)
Wang Thong (tiếng Thái: วังทอง) là một huyện (amphoe) của tỉnh Phitsanulok, phía bắc Thái Lan.

## Lịch sử
Huyện được thành lập in 1895 với tên huyện Nakhon Pa Mak theo tên của tambon trung tâm, văn phòng huyện nằm ở Ban Sam Ruen. Sau đó văn phòng huyện đã được dời đến bờ đông sông Wang Thong.
Năm 1928 Chính quyền đã lập huyện Bang Krathum, Tambon Phai Lom, Noen Kum và Nakhon Pa Mak đã được chuyển sang cho huyện mới. Đồng thời, tambon Kaeng Sopha và Ban Klang của huyện Nakhon Thai đã được chuyển sang cho Wang Thong.
Sau đó, bờ đông của sông Wang Thong bị sạt lở, do đó trụ sở huyện đã được chuyển đến vị trí hiện nay. Tên của huyện được đổi thành Pa Mak năm 1931 và cuối cùng là Wang Thong Năm 1939.

## Địa lý

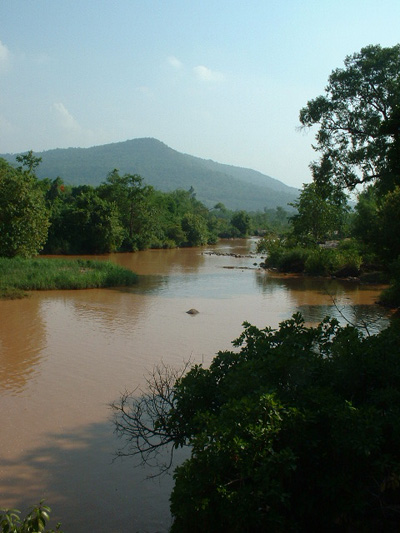
Sông Khek vào mùa mưa, huyện Wang Thong

Các huyện giáp ranh (từ phía nam theo chiều kim đồng hồ) là Sak Lek của tỉnh Phichit, Bang Krathum, Mueang Phitsanulok, Wat Bot, Chat Trakan, Nakhon Thai của tỉnh Phitsanulok, Khao Kho của tỉnh Phetchabun và Noen Maprang của tỉnh Phitsanulok.
Wang Thong nằm trong lưu vực sông Nan, một phần của lưu vực sông Chao Phraya. Các sông Khwae Noi và sông Wat Ta Yom cũng chảy qua huyện này.

## Hành chính
Huyện này được chia thành 11 phó huyện (tambon), các đơn vị này lại được chia ra thành 166 làng (muban). Wang Thong là thị trấn (thesaban tambon) nằm trên một phần tambon cùng tên. Có 11 tổ chức hành chính tambon.
| STT | Tên          | Tên tiếng Thái | Số làng | Dân số |  |
| --- | ------------ | -------------- | ------- | ------ |  |
| 1.  | Wang Thong   | วังทอง          | 15      | 18.186 |  |
| 2.  | Phan Chali   | พันชาลี          | 17      | 9.873  |  |
| 3.  | Mae Raka     | แม่ระกา         | 15      | 7.229  |  |
| 4.  | Ban Klang    | บ้านกลาง        | 27      | 20.302 |  |
| 5.  | Wang Phikun  | วังพิกุล          | 15      | 8.320  |  |
| 6.  | Kaeng Sopha  | แก่งโสภา        | 13      | 11.949 |  |
| 7.  | Tha Muen Ram | ท่าหมื่นราม       | 14      | 8.236  |  |
| 8.  | Wang Nok Aen | วังนกแอ่น        | 19      | 16.689 |  |
| 9.  | Nong Phra    | หนองพระ        | 12      | 7.342  |  |
| 10. | Chaiyanam    | ชัยนาม          | 8       | 6.078  |  |
| 11. | Din Thong    | ดินทอง          | 11      | 6.371  |  |

## Các khu định cư lớn=
- Thị xã Ban Wang Thong
- Ban Gok Mai Daeng
- Ban Din Thong
- Ban Sadao
- Ban Phan Chali
- Ban Supraron Phanom Thong
- Ban Nam Rin
- Ban Mae Raka
- Ban Kao Noi
- Ban Kaeng Gula
- Ban Kao Hom
- Ban Dong Phluang